# Praktica LTL3

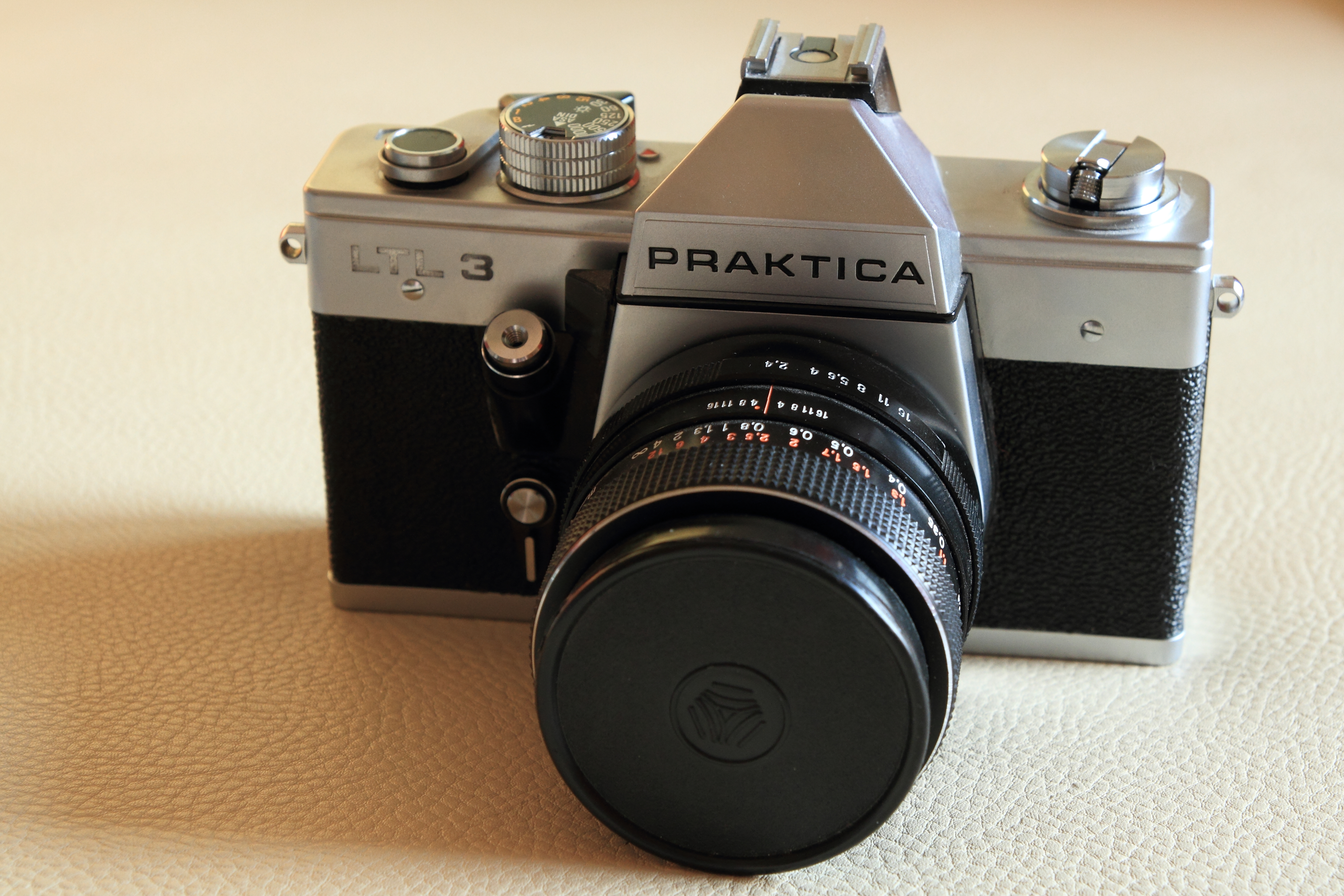
Praktica-LTL-3 mit aufgeschraubtem Objektiv

Die Praktica LTL 3 ist eine einäugige Spiegelreflexkamera, die von der in Dresden ansässigen Firma Pentacon, damals noch unter Kombinat VEB Pentacon Dresden, produziert wurde. Sie ist ein Nachfolgemodell der Praktica LTL und wurde von November 1975 bis März 1978 in einer Stückzahl von 349.919 Exemplaren produziert.

## Ausstattung
- Stahllamellenverschluss mit Belichtungszeiten von 1/1000 s bis 1 s, darüber hinaus eine Bulb-Einstellung für manuelle Einstellung der Belichtungszeit und eine Blitz-Einstellung (Synchronzeit 1/125 s)[2]
- optischer Sucher (Pentaprisma mit Fresnel-Linse)
- Mikroprismenraster und Mattscheibenringfeld zur manuellen Fokussierung
- integrale Belichtungsmessung, Anzeige über einen Zeiger im Sucher, Stromversorgung über PX 625 Knopfbatterie in der Unterseite der Kamera. Da die Kamera eine Brückenschaltung hat, lassen sich auch 1,5 V Batterien verwenden.
- Blitz-Steckschuh mit Mittenkontakt
- Objektivanschluss M42×1 Gewinde
- mechanischer Selbstauslöser mit einer Auslöseverzögerung von ca. 8 Sekunden
- vom Auslöser getrennte Abblendtaste
- Stativanschluss
- einstellbare ASA Filmempfindlichkeit von 12 bis 1600
- Bildzählwerk auf der Geräteoberseite (setzt sich bei Öffnen der Rückwand automatisch zurück)